# 梁凱寧
梁凱寧（英語：Maggie Leung Hoi Ning，1992年7月22日—），香港節目主持、前新聞從業員，曾任無綫新聞主播及記者。現為香港中文大學醫院名譽言語治療師、香港中文大學醫學院言語治療師、香港浸會大學傳理學院新聞系的兼職講師及香港電台《醫生與你》節目主持。

## 生平
梁凱寧曾就讀國際英文幼稚園、慈雲山聖文德天主教小學及將軍澳官立中學（在校時曾獲得第62屆香港學校朗誦節英詩獨誦冠軍），於2011年高級程度會考取得2A成績，入讀香港浸會大學傳理學院，主修廣播新聞，三度獲得院長嘉許名單，於2014年畢業。
2016年，梁凱寧到英國劍橋大學深造，進修商業策略及國際關係研究暑期課程。
另外，梁凱寧亦多才多藝，求學時期已考獲鋼琴八級及芭蕾舞八級、及具有PADI進階開放水域潛水員及救援潛水員資格。
梁凱寧離職後前往到斯里蘭卡當義工，教導貧困鄉村小朋友英文，又到托兒所照顧嬰幼兒。
2019年10月30日，梁凱寧在香港開電視2020年節目巡禮亮相，並宣布在該頻道主持時事節目《開嚟見我》。
2019年，梁凱寧在香港浸會大學傳理學院擔任新聞系客席講師。
2020年9月，梁凱寧修讀香港中文大學醫學院耳鼻咽喉—頭頸外科學系—言語及病理理學碩士課程，2022年畢業。
畢業後隨即加入香港中文大學醫學院耳鼻咽喉—頭頸外科學系擔任言語治療師及香港中文大學醫院擔任名譽言語治療師。梁並於2025年5月起擔任香港醫管局九龍東聯網名譽言語治療師。

## 主播生涯
她就讀浸大傳理系二年級暑假時，曾經在無綫新聞部實習，由於樣貌甜美、身材出眾、波濤洶湧而被雜誌多次報道。
2013年11月起，梁凱寧開始擔任互動新聞台兼職主播，2014年7月正式加盟為全職新聞主播。
2014年初，她與浸大同學、前有線新聞記者鍾梓楓參加無綫電視舉辦的「2014 TVB大專紀實短片比賽」，獲得評審大獎。8月7日的《東張西望》節目播出了兩人出席頒獎禮並接受訪問的片段。
2015年6月29日，梁凱寧開始主持《新聞提要》。同年10月10日，梁開始主持翡翠台的天氣報告。同年12月6日，梁擔任《星期日香港早晨》主播，是節目啟播的首批主播之一。
2016年2月1日，梁凱寧擔任《香港早晨》主播。她是無綫電視史上最年輕的《香港早晨》女主播，接替被調離財經記者陳聞賢。
2017年10月3日起，由於陳嘉倩離開無綫新聞部，梁凱寧代替其與褚簡寧共同主持《睇新聞·講英文》。
2018年10月1日起，梁凱寧成為《午間新聞》主播之一。同年10月13日，梁主持《新聞透視》，成為該節目歷來最年輕的主持人。
同年11月上旬，梁的職位改為港聞組記者。
2019年1月5日起，梁凱寧主持《晚間新聞》。同年3月9日，梁首次為《六點半新聞報道》擔任主播。
鑒於2019年香港社會出現反修例風波，無綫新聞部爆發「離職潮」。2019年8月11日，有指梁凱寧已向公司遞交辭職信。消息傳出後，網上有人指梁投考警務督察。她隨即在其社交網站澄清，要求網民「查出真相」。
2019年9月1日，她在《晚間新聞》向觀眾作最後道別：「新聞報道完，多謝支持，各位再見。」報道完畢後離職，結束六年主播生涯。

## 好友結義
梁凱寧曾與簡惠宜、徐子瀅、蘆儀、趙嘉韻、何欣、陳黛琪六位前大台記者或主播合組「粉紅七公主」。

## 外部連結
- 2014 TVB 大專紀實短片比賽 院校作品主題及參賽同學名單（页面存档备份，存于）
- 梁凱寧的Facebook專頁